# Pyrausta merrickalis
Pyrausta merrickalis là một loài bướm đêm trong họ Crambidae.